# Маяк (Рокита)
«Маяк» — український аматорський футбольний клуб із села Рокита Миргородського району (раніше — Великобагачанського) Полтавської області. В 1990-х та на початку 2000-х років брав участь у розіграшах Кубка Полтавської області та Чемпіонаті Полтавської області. В сезоні 1997-98 «Маяк» став срібним призером обласного чемпіонату, пропустивши вперед «Псел» із Гадяча, та фіналістом кубка, програвши у фіналі «Сулі» з Лубен. В сезоні 2000-01 команда знов дійшла до фіналу кубка області й знов поступилась «Сулі».
В 2000-х роках «Маяк» припинив існування, але близько 2010 року в селі була створена нова команда — ФК «Рокита».

## Досягнення
Чемпіонат Полтавської області
- Срібний призер (1): 1997-98

Кубок Полтавської області
- Фіналіст (2): 1997-98, 2000-01

## Відомі гравці
- Олександр Волошко
- Володимир Прокопиненко